# خولیان فرناندز (بازیکن فوتبال، زاده ۱۹۸۹)
خولیان فرناندز (اسپانیایی: Julián Fernández‎؛ زادهٔ ۱۸ ژوئن ۱۹۸۹) بازیکن فوتبال اهل آرژانتین است.

## باشگاهی
از باشگاه‌هایی که در آن بازی کرده‌است می‌توان به باشگاه فوتبال آرژانتینوس جونیورز اشاره کرد.

## تیم ملی
وی همچنین در تیم ملی فوتبال زیر ۲۰ سال آرژانتین بازی کرده‌است.